# Galium jungermannioides
Galium jungermannioides är en måreväxtart som beskrevs av Pierre Edmond Boissier. Galium jungermannioides ingår i släktet måror, och familjen måreväxter. Inga underarter finns listade i Catalogue of Life.